# Grand Prix (Computerspielreihe)
Die Grand-Prix-Serie ist eine Computerspielserie über die Formel 1 von MicroProse, die unter der Leitung von Geoff Crammond programmiert wurde. Bei den Spielen handelt es sich um Rennsimulationen, die versuchen, die Fahrphysik eines Formel-1-Wagens, den technischen Möglichkeiten entsprechend, so gut wie möglich zu simulieren.

## Teile

### Formula One Grand Prix
Anfang der 90er wurde der britische Programmierer Geoff Crammond von MicroProse damit beauftragt, eine möglichst realistische Formel-1-Simulation zu erstellen. Heraus kam 1991 die erste richtige Formel-1-Simulation, Formula One Grand Prix (F1GP), die in den USA unter dem Namen World Circuit verkauft wurde. Das Spiel wurde zuerst für den Amiga veröffentlicht, 1992 schließlich für den PC. Mit für damalige Verhältnisse überragender Grafik und sehr realistischer Physik wurde das Spiel recht erfolgreich. Es bot einige interessante Innovationen, wie z. B. Regenrennen. Die Möglichkeit, per Nullmodemkabel zwei PCs zu vernetzen und somit gleichzeitig gegeneinander anzutreten, wurde der PC-Version durch einen Patch hinzugefügt. Im Mehrspielermodus der Amiga-Version gab es während des Rennens Wagen- und Fahrerwechsel. Man fuhr also abwechselnd. Die Fahrzeuge der anderen Mitspieler wurden währenddessen von der CPU gesteuert. Dieser Modus wurde „Hot-Seat-Modus“ genannt. Er ist auch in den neueren Teilen der Serie zu finden. Zusammen mit Indy 500 war es das erste Rennspiel, das Polygone verwendete.
Aus lizenzrechtlichen Gründen sind die Namen von Teams und Fahrern im Spiel verfremdet, können aber anhand der Fahrzeugnummern identifiziert werden. So nennt sich etwa das McLaren-Honda-Team im Spiel McPherson-Alpha, und als Fahrer werden Carlos Sanchez und Kurt Langer anstelle von Ayrton Senna und Gerhard Berger angegeben. Mit einem im Spiel enthaltenen Editor lassen sich diese Namen ändern. Grundlage des verfremdeten Datensatzes ist die damals aktuelle Formel-1-Saison 1991. Im Gegensatz zu Fahrer- und Teamnamen sind die im Spiel enthaltenen Rennstrecken mit ihren realen Namen enthalten. Kurioserweise werden in den Streckeninformationen bei den Rundenrekorden die tatsächlichen Namen der Fahrer genannt.

### Grand Prix 2

Logo der US-Version von Grand Prix 2

1996 folgte der zweite Teil der Serie: Grand Prix 2 (GP2) bzw. Grand Prix II in USA. Das Spiel erschien für MS-DOS und Windows 95 und wurde von MicroProse entwickelt und verlegt. Geoff Crammond erwarb hierfür erstmals die Lizenzrechte der FIA, um alle originalgetreuen Fahrer, Teams und Strecken aus der Formel-1-Saison 1994 nutzen zu können.
Neu waren eine damals sehr fortschrittliche 3D-Grafik, Digitalsound und simulierte technische Defekte. Außerdem war es möglich, sein Fahrzeugsetup individuell einzustellen, was so detailgetreu möglich war, dass es den originalen Setups der Formel 1 schon recht nahekam. Über Modem oder Nullmodemkabel sowie im Rahmen eines Hot-Seat-Modus waren auch Multiplayer-Spiele möglich.
Das Spiel wurde von den Fans und der Fachpresse begeistert aufgenommen und war lange Zeit das meistverkaufte Autorennspiel überhaupt. Es gilt als eine der besten Rennsimulationen seiner Ära. Als Wermutstropfen lassen sich der fehlende Regenmodus sowie die fehlende Unterstützung von 3D-Grafikkarten nennen, wodurch die damalige Hardware an ihre Grenzen geriet.

### Grand Prix 3

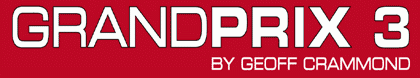
Logo von Grand Prix 3

#### Hauptspiel
Der dritte Teil, Grand Prix 3, der im Jahr 2000 erschien, war in großen Teilen eine Weiterentwicklung von Grand Prix 2. Es simuliert die Formel-1-Weltmeisterschaft 1998 mit allen originalen Lizenzen (lediglich Jacques Villeneuve ist durch den Fantasie-Namen John Newhouse ersetzt worden).
Das Spiel lief unter Windows mit DirectX, allerdings war die 3D-Grafikkartenunterstützung nur halbherzig integriert worden. So nutzte das Spiel die Fähigkeiten moderner Grafikkarten kaum. Im Gegensatz zu seinem Vorgänger setzte Grand Prix 3 daher grafisch keine neuen Maßstäbe und konnte die Fachpresse in diesem Punkt nicht vollends überzeugen. Auch das Spielen über Internet war im Gegensatz zu anderen Spielen, wie z. B. Grand Prix Legends, nicht möglich.
Dafür gab es im Spiel ein einzigartiges Wettersystem; so war es erstmals in einer Rennsimulation möglich, dass sich das Wetter im Verlauf eines Rennens änderte. Hörte es auf zu regnen, trocknete zuerst die Ideallinie und danach die Strecke realistisch ab, selbst einzelne Pfützen wurden simuliert. Dadurch wurde das Renngeschehen deutlich beeinflusst, die Strategie wurde ein noch wichtigerer Bestandteil der Simulation. Dies und weitere Verbesserungen machten Grand Prix 3 zu einem Millionenhit, fast so erfolgreich wie der Vorgänger.

#### Grand Prix 3 Saison 2000

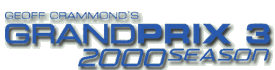
Logo von Grand Prix 3 Saison 2000

Ein Jahr später brachte Infogrames (heute Atari), das inzwischen MicroProse aufgekauft hatte, ein Add-on für Grand Prix 3 heraus: Grand Prix 3 Saison 2000. Durch dieses Add-on wurde Grand Prix 3 auf die 2000er Formel-1-Saison aktualisiert.
Faktisch handelte es sich nicht um ein Add-on, sondern um ein eigenständiges Spiel, das ursprünglich auch als solches vermarktet hätte werden sollen (Grand Prix 4 wäre dann als Grand Prix 5 vermarktet worden). Es beinhaltet einige Verbesserungen gegenüber GP3, wie 3D-Sound und EAX-Effekte, eine verbesserte Physik-Engine (Simulation von Differentialen) und ein verbessertes Schadensmodell (Kollision mit Trümmerteilen). Erstmals wurde die einheitliche Wagengeometrie aufgegeben und unterschiedliche Modelle eingesetzt. Ebenfalls neu hinzugefügt wurde der Boxenfunk, der zwar bereits für GP2 zur Verfügung stand, jedoch damals nicht aktiviert wurde. Dadurch konnten Hinweise der Box zum geplanten oder ungeplanten Boxenstopp sowie Gratulationen zum erfolgreichen Qualifying oder Rennen akustisch wahrgenommen werden. Hinzugefügt wurde auch ein neuer Spielmodus, der mehreren Spielern ermöglichte, sich gegenseitig um die schnellste Runde zu messen. Des Weiteren wurde die GPaedia hinzugefügt, eine kleine Enzyklopädie über die Formel 1 und die Saison 2000.

### Grand Prix 4

Logo von Grand Prix 4

Grand Prix 4 war der letzte Teil der Grand-Prix-Serie und erschien im Jahr 2002. Das Spiel simuliert die Formel-1-Weltmeisterschaft 2001.
Während die Physik selbst auf Grand Prix 3 aufbaute, aber verbessert wurde, bekam GP4 eine vollkommen neue Grafikengine für DirectX 8. Die Strecken waren nun erstmals dank GPS-Vermessung detailgetreu nachgebaut. Die Wagen waren deutlich detaillierter als beim Vorgänger. Auch der 3D-Sound wurde weiter verbessert.
Trotz all dieser Verbesserungen wurde Grand Prix 4 ein Flop, was schließlich dazu führte, dass das MicroProse-Entwicklerstudio geschlossen wurde und Infogrames damit das Ende der GP-Serie bewirkte. Eine geplante Xbox-Version war schon fast fertiggestellt, wurde jedoch nie veröffentlicht. Gründe für die schlechten Verkaufszahlen waren die große Konkurrenz durch Formel 1 2002 von Electronic Arts und die zahlreichen Bugs im Spiel. Ebenso fehlten einige von den Spielern geforderte Funktionen, wie das Safety Car oder die Einführungsrunde. Die Bugs und fehlenden Funktionen kamen dadurch zustande, dass Infogrames die Entwickler unter zeitlichen Druck setzte und letztendlich ein unfertiges Spiel veröffentlichte, um vor dem Konkurrenten EA am Markt zu sein.
Ein Nachfolger dieser Serie steht nicht in Ausblick und gestaltet sich äußerst unwahrscheinlich. Das Entwicklungsteam von GP4 wurde kurz nach Erscheinen des Spiels aufgelöst und Geoff Crammond hat hinsichtlich einer möglichen Fortsetzung nichts verlauten lassen. 2003 aufgekommene Gerüchte von einem möglichen Grand Prix 5 wurden nie eindeutig bestätigt oder dementiert. Zudem hatte sich Sony die Rechte an den Formel-1-Spielen gesichert und seine eigene Formel-Eins-Reihe weitergeführt, die lediglich auf der PlayStation 2, der PlayStation 3 und der PSP erschien. Nach Auslaufen des Vertrages im Mai 2008 (Sony hatte indes schon seit dem Vorjahr kein F1-Spiel mehr produziert) übernahm schließlich Codemasters die Rechte und produziert seit 2009 seine eigene Reihe.

## Gleichnamige Spiele
Es gibt weitere gleichnamige Computerspiele. Eines der ersten erschien 1977 für die Konsole Bally Astrocade. 1982 veröffentlichte Activision ein Spiel für den Atari 2600, ebenfalls aus der Vogelperspektive. Weitere Spiele erschienen für den Commodore 64. Viele Spiele tragen Grand Prix im Titel, so z. B. Grand Prix Master (1988) und Grand Prix Circuit (1989, Accolade).

## Mods
Offizielle Add-Ons waren seitens der Entwickler nicht vorgesehen (eine Ausnahme bildet GP3-2000). Auch war es durch die eigenen Grafikformate kaum möglich, Einfluss auf das Spiel zu nehmen. Seit Grand Prix 2 war es möglich, mittels Grafikprogrammen den Rennwagen eigene Designs zu verleihen. Weitere Einstellungsmöglichkeiten kamen erst durch Communities hinzu, die sich darum bemühen, die Spiele der Serie jährlich auf den neuesten Stand zu bringen. So ist es möglich, dank dieser kostenlosen Formel-1-Modifikationen mit dem 1996 erschienenen Grand Prix 2 in der Saison 2007 z. B. in Istanbul mit einem Toro Rosso anzutreten. Eine weitere Möglichkeit gab es durch das 2001 entwickelte Programm GPxPatch, das alle Programmversionen ab GP3 unterstützt. Hiermit war das Ersetzen von Strecken ohne Kopieren möglich, da dieses Programm das Spiel ursprünglich nicht verändert, sondern es während des Betriebes manipuliert. Somit konnten vor jedem Programmstart theoretisch eigene Saisoneinstellungen geladen werden. Ebenso brachte das Programm die Möglichkeit, 3D-Sound bereits in GP3 einzusetzen, so dass (wie in anderen Rennserien schon lange üblich) in der Nähe befindliche Konkurrenten hörbar waren. Die lange Zeit vernachlässigten Nachrichtenmeldungen ersetzte das Programm durch realistische Einblendungen. Durch viele Fans wurden diese ständig auf dem laufenden Stand gehalten, so dass diese den originalen TV-Einblendungen sehr nahekamen.